# Jonatan Johansson (Snowboarder)
Jonatan Johansson (* 7. März 1980 in Sollentuna, Stockholms län; † 12. März 2006 in Lake Placid, New York) war ein schwedischer Snowboarder.
Johansson belegte bei den Olympischen Winterspielen 2006 in Turin den zwölften Platz im Snowboardcross. 2005 war er schwedischer Meister und belegte auch bei der finnischen Landesmeisterschaft den ersten Platz.
Beim Training vor dem Snowboardcross-Weltcuprennen in Lake Placid brach sich Johansson bei einem schweren Sturz einen Halswirbel und erlag wenig später seinen Verletzungen.